# Grabowa (dopływ Wieprzy)
Grabowa (niem. Grabow) – rzeka Pobrzeży Południowobałtyckich, o długości 74 km, uchodząca do Wieprzy. Dorzecze Grabowej obejmuje obszar o powierzchni 536 km²; źródło znajduje się w okolicach Starego Żeliborza.  

## Nazwa
Nazwa pochodzi od grabu, natomiast w średniowieczu przynajmniej dla części biegu Grabowej używano innej nazwy, zapisywanej między innymi jako Vettra lub Thra, a której pierwotne brzmienie rekonstruuje się jako Wtra. 

## Przebieg rzeki

### Obecnie
W górnym biegu rzeki ustanowiono „Rezerwat na Rzece Grabowej”. W dalszym ciągu Grabowa przepływa przez Polanów, Krąg i Nowy Żytnik. Przed tą ostatnią miejscowością od Grabowej oddziela się Reknica. Od Nowego Żytnika Grabowa przepływa obszarem pradoliny przez Grabowo, Jeżyce i Żukowo Morskie aż do ujścia do Wieprzy (nieopodal Darłówka) w odległości około jednego kilometra od jej ujścia do Bałtyku. 

### Zmiany w okresie historycznym
Według rekonstrukcji Karla Rosenowa, opierającej się między innymi na mapie z 1680, na której znajduje się "Stara Grabowa" (niem. Alte Grabow), Grabowa pierwotnie kończyła się dwoma ujściami w okolicach północnego brzegu jeziora Bukowo. Bagnica (niem. Buckower Mühlenbach) została wykopana w ramach prac prowadzonych przez klasztor cystersów w Bukowie Morskim.
W wyniku dziewiętnasto- i dwudziestowiecznych prac melioracyjnych długość rzeki Grabowej od miejsca, w którym oddziela się Bagnica, do ujścia zmniejszyła się o 12,5%.

## Jakość wód
W wyniku oceny stanu wód Grabowej z 2010 roku wykonanej w punkcie w Grabowie określono I klasę elementów biologicznych, elementy fizykochemiczne poniżej potencjału dobrego oraz umiarkowany potencjał ekologiczny.
Według danych Inspekcji Ochrony Środowiska poprzez Grabową następuje odpływ metali ciężkich do Morza Bałtyckiego – w ciągu 2012 roku w ilościach: 10,2 ton cynku, 0,7 tony miedzi, ok. 200 kg ołowiu, ok. 300 kg chromu oraz ok. 200 kg niklu.

## Inne

### Odniesienia w kulturze
W dolnej części herbu Darłowa znajduje się wyobrażenie dwóch rzek, Wieprzy i Grabowej.

### Wędkarstwo i kajakarstwo
Zarząd województwa ustanowił obręb ochronny, gdzie zabrania się połowu oraz czynności szkodliwych dla ryb, a w szczególności naruszania urządzeń tarliskowych, dna zbiorników i roślinności wodnej, uprawiania sportów motorowodnych i urządzania kąpielisk – w okresie od 20 marca do 31 maja każdego roku. Obręb obejmuje odcinek Grabowej na długości 3450 m od mostu drogowego w miejscowości Żukowo Morskie do ujścia do rzeki Wieprzy.
Na rzece jest uprawiane turystyczno-rekreacyjne wędkarstwo (przede wszystkim gatunki łososiowate).
Na rzece wytyczono siedmiokilometrowy szlak kajakowy na odcinku: most na szosie Polanów–Wielin–Buszyno. Przedsięwzięcie wykonano w ramach Leśnego Kompleksu Turystycznego Nadleśnictwa Polanów. W Buszynie zlokalizowano stanicę wodną z utwardzonym, kamiennym brzegiem i wiatami z drewna. Czas spływu to około 4–6 godzin.